# Villa Guicciardini di Vico

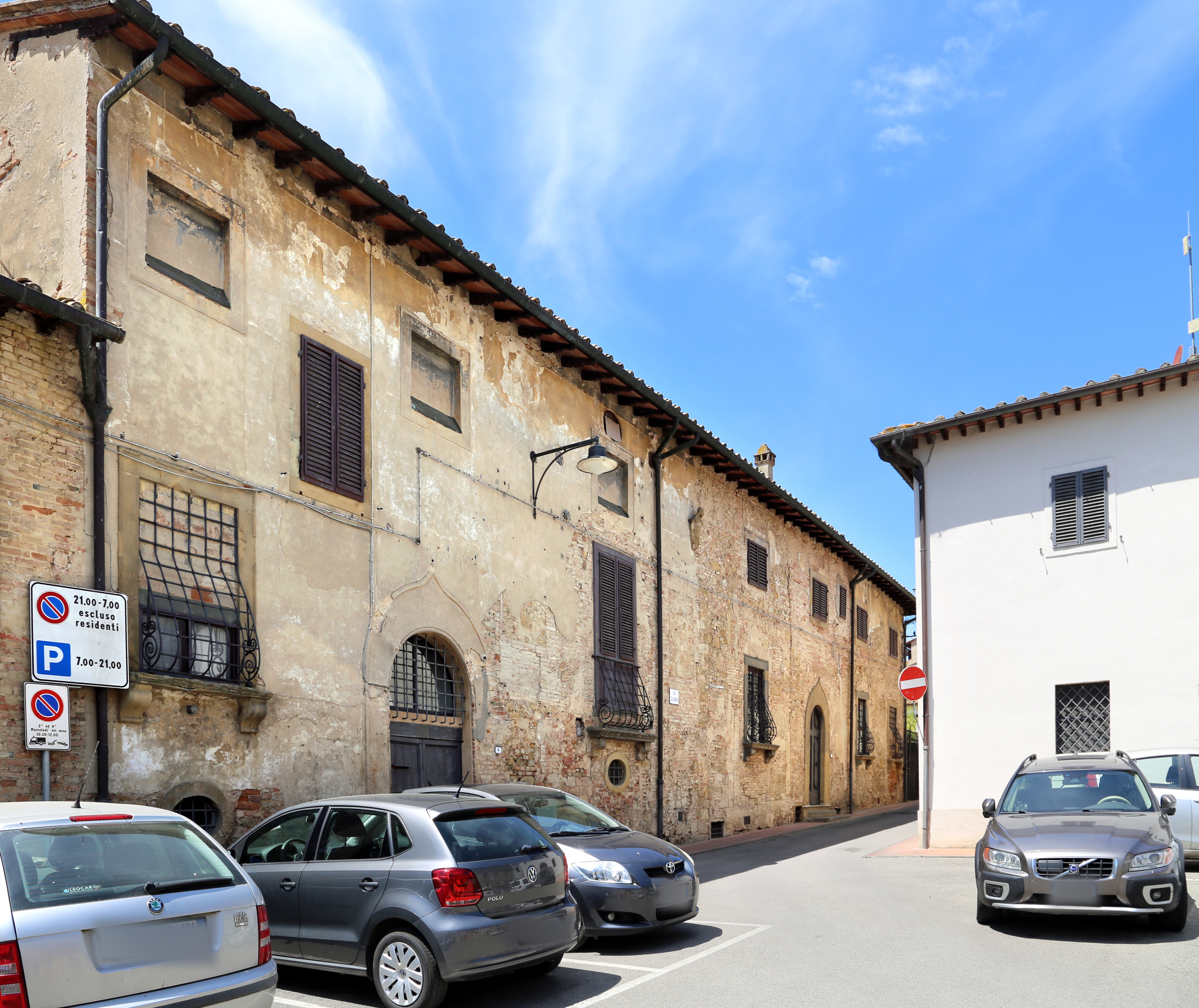
Villa Guicciardini-Majnoni di Vico d'Elsa

Villa Guicciardini di Vico si trova a Vico d'Elsa, frazione di Barberino Val d'Elsa, non lontano dalla villa Torrigiani.

## Storia e descrizione

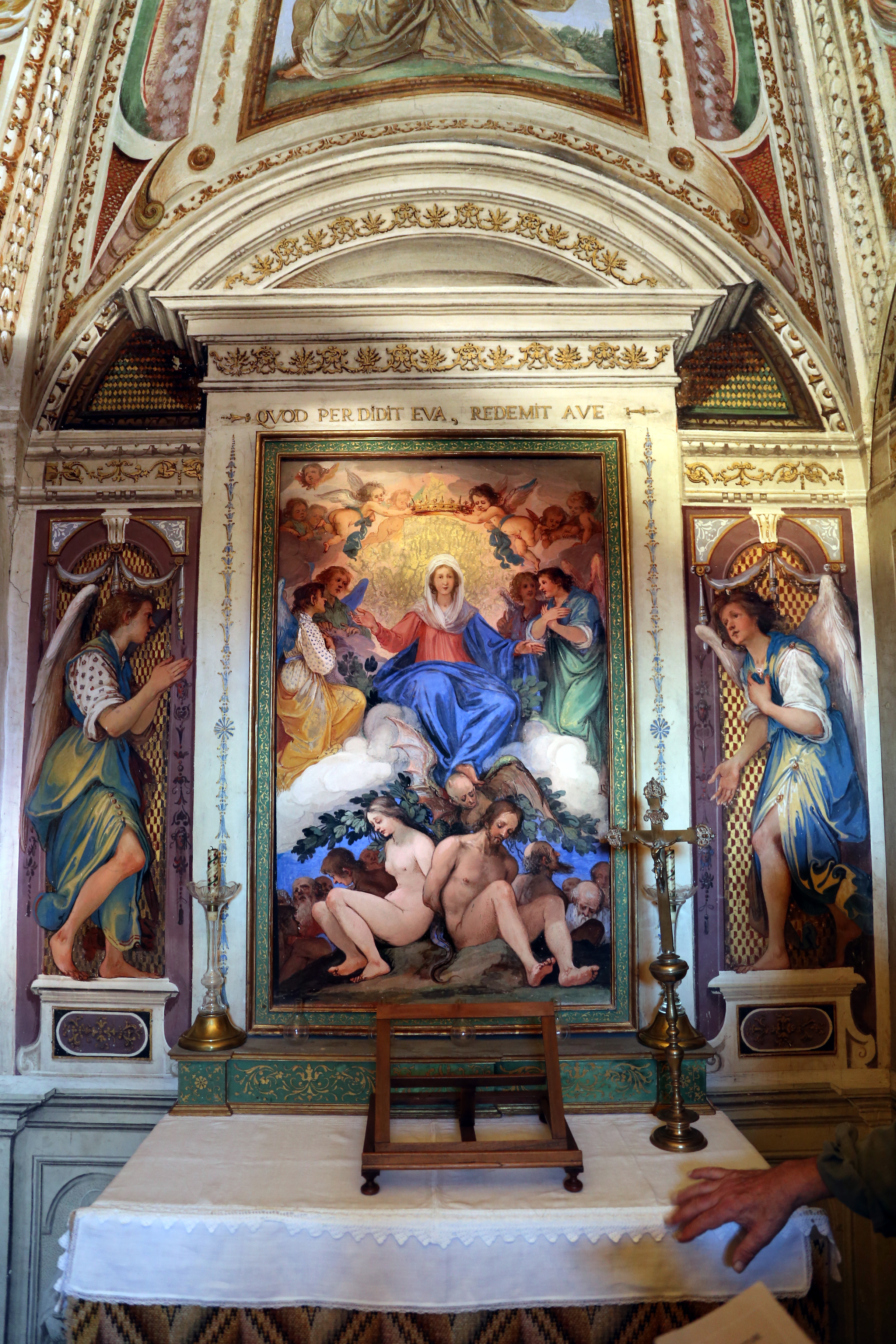
La cappella affrescata

Una tradizione orale vuole la villa sorta su un antico ospedale per pellegrini in transito tre-quattrocentesco, situato all'interno del castello di Vico. Nel 1701 i Guicciardini di Firenze l'acquistarono dagli Zeffirini di Cortona, rivendendola poi ai Bonsignori di Siena, per poi riacquistarla nel 1860, da Vittoria Bonsignori vedova Brancadori.
La dimora originaria si trova a sinistra del corpo di fabbrica principale, riconoscibile per il grande arco bugnato del portale e altre decorazioni in pietra. La parte destra risale all'ampliamento seicentesco, con finestre coi davanzali sorretti da mensole (inginocchiate) e un portale a bozze lisce rialzato di tre gradini.
L'interno presenta varie decorazioni pittoriche, tra le quali spiccano gli affreschi di Giovanni da San Giovanni nella cappella seicentesca, dedicati alle Storie della Vergine con vari angioletti (1621). La scala in pietra con balaustra risale all'Ottocento. Sul retro si trova un giardino sorto a ridosso delle mura del castellare, con affaccio panoramico sui numerosi poderi circostanti.